# Парадокс (телесериал, Грузия)
«Парадокс» (англ. ParadoX, груз. პარადოXი) — грузинский телесериал в жанре апокалиптическо-мистического триллера производства телеканала GDS, выпущено два сезона (2014 и 2015 годы), демонстрировался на телеканалах GDS (Грузия) и НЛО TV (Украина).
Режиссёр первого сезона — Джаба Мелкадзе, съёмки проходили в Тбилиси, премьера состоялась 2 февраля 2014 года на телеканале GDS, с 7 ноября 2014 года показывался на Украине по пятницам поздно вечером.
Второй сезон был снят GDS совместно с НЛО TV, в cъёмках принимали участие актёры обеих стран, режиссёр — Леван Бахия. В октябре 2015 года прошёл специальный показ первой серии сезона для журналистов и блогеров, телеремьера второго сезона состоялась как в Грузии, так и на Украине в октябре 2015 года.